# مصطفى المعيلو
مصطفى المعيلو (ولد 27 يوليو 1988) حارس كرة قدم سعودي .
سبق له اللعب لأندية الاتفاق ونجران والترجي والعدالة .